# Henri Duveyrier
Henri Duveyrier (París, 28 de febrero de 1840 - Sèvres, 25 de abril de 1892) fue un geógrafo y explorador francés del Sáhara.  

## Biografía
Procedente de una familia noble instalada en Aix-en-Provence, Duveyrier fue destinado por su padre a una carrera en el comercio. Para ello, le envió, a la edad de catorce años, a un internado eclesiástico en Baviera, donde permaneció alrededor de un año. En 1855, su padre, insistiendo en querer orientarlo hacia los negocios, lo envió a la Escuela Comercial de Leipzig, donde se graduó a principios de 1857. Pero ya ese momento, Henri tenía la intención de abandonar la carrera comercial y explorar alguna parte desconocida de África, por lo que aprendió árabe. 

### Primer viaje al Sáhara
Tras obtener el permiso de su padre, Duveyrier comenzó a preparar un viaje de prueba por el Sáhara. En la primavera de 1857, realizó este breve viaje a Argelia, bajo la dirección del geógrafo Oscar Mac Carthy. Desde Argel, comenzó con una excursión a Kandouri, la residencia de Auguste Warnier, quien más tarde tendría una influencia considerable en su vida y obra. En compañía de Mac Carthy, partió hacia una ruta más larga por Djelfa y Laghouât, de donde regresó a mediados de abril. El diario de viaje de esta primera exploración fue publicado después de su muerte por el geógrafo Charles Maunoir, bajo el título Journal de voyage dans la province d'Alger [Diario de viaje en la provincia de Argel]. 

### Segundo viaje al Sáhara
A finales de 1857, se puso en contacto en Londres con el explorador alemán Heinrich Bart, quien proporcionó al joven viajero valiosa información sobre los países que había visitado en África. Hasta el final de su vida, Barth mantuvo fructíferas relaciones con Duveyrier, a quien entregó parte de sus trabajos científicos. 
Al regresar de Londres, Duveyrier se embarcó con entusiasmo en un viaje para penetrar en el corazón del Sahara, con el objetivo de realizar un viaje para recoger los datos científicos que faltaban e iniciar relaciones esenciales con los pueblos de esta región, antes de establecer relaciones políticas y comerciales entre Argelia y África Central. Estudió los trabajos en los que Barth, James Richardson y Adolf Overweg habían registrado los resultados de las misiones que habían llevado a cabo entre 1850 y 1853.
En mayo de 1859, el joven explorador partió de la provincia argelina de Constantina y se dirigió al país de los Beni-Mzab, con la esperanza de encontrar guías para ir a Touât, pero sus planes se vieron rápidamente frustrados y no pudo llevar a cabo su proyecto, ya que los subsidios de sus protectores sansimonianos se agotaron al cabo de unos meses. Aprovechó para estudiar la región habitada por la confederación mzâbita. El resto del año 1859 se dedicó a la investigación en diferentes partes del Sahara dependientes de las provincias de Argel y Constantina, desde Laghouat hasta Soût y desde Biskra hasta Ouargha. 

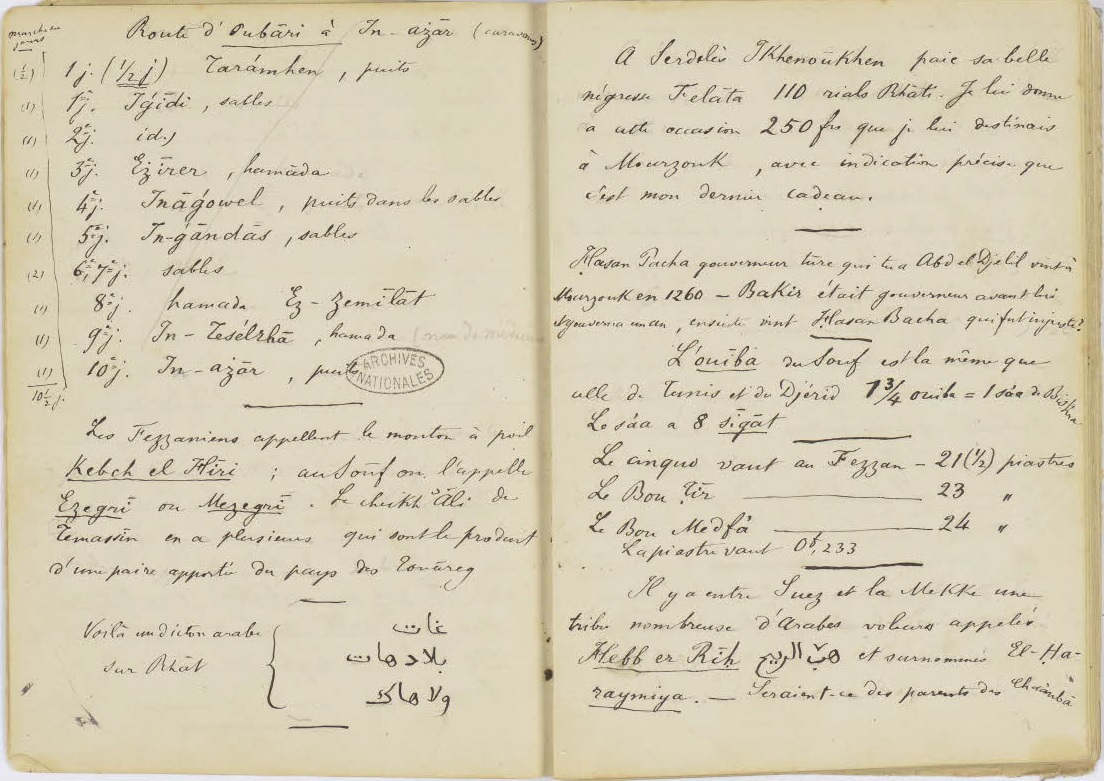
Diario de viaje de Henri Duveyrier, agosto de 1859

Los primeros seis meses de 1860 estuvo explorando el Sahara tunecino. En junio, recibió instrucciones y subsidios del gobierno para emprender la exploración del país de los tuareg. A cambio, debía recopilar toda la información que pudiera utilizarse para establecer relaciones comerciales entre Sudán y la colonia argelina. Se le dejó libertad para elegir sus propios caminos y realizar al mismo tiempo investigaciones personales. 
Duveyrier se puso inmediatamente en campaña, pero no puedo cumplir sus planes y se quedó con los tuaregs de Azgar. Después de varios meses pasados en el Sahara argelino y tunecino, llegó a Ghadamés, bajo la protección del jefe tuareg Ikhenoukhen, con quien permaneció siete meses. Sin embargo, no dejó de considerar nuevas rutas, que se vio obligado a abandonar cada vez debido a los obstáculos que surgían. Finalmente, llegó exhausto a Trípoli en agosto de 1861, desde donde un vapor lo trajo de regreso a Argel, donde fue atacado por una grave enfermedad, que le dejó varios meses sin memoria y sin razón.
En Argel, su mentor, el sansimoniano Auguste Warnier, tomó sus notas y comenzó a escribir en su lugar el informe solicitado por el gobierno argelino. Este informe fue publicado en 1864 con el título de Exploration du Sahara: les Touareg du nord [Exploración del Sáhara: los Tuaregs del Norte]. Es difícil discernir lo que, en este libro, viene de Duveyrier y lo que viene de Warnier, que quería que la misión fuera más política y comercial y menos científica, pero parece que la contribución de Warnier concierne solo al plan y a la redacción y no al fondo, que pertenece a Duveyrier. Le siguió otra obra sobre el comercio sahariano, que no llegó a escribir, y un viaje a Sudán, que no realizó. Por su obra sobre los tuaregs del norte el joven explorador, ya en 1861 y antes de su publicación en 1864, recibió la gran medalla de oro de la Sociedad Geográfica, de la que se convirtió en uno de sus pilares. 

### Últimos años
Cuando los franceses avanzaron como conquistadores por el Sáhara, los tuaregs se enfrentaron a ellos y comprendieron que los viajeros aislados eran sólo la vanguardia de un ejército de ocupación, y su actitud se volvió hostil. Duveyrier no podía entender la creciente hostilidad de los tuaregs hacia los viajeros que se aventuraban en su país y pensó que podía atribuirlo a las actividades ocultas de una hermandad llamada Senussiyya. Expresó sus hipótesis, bastante extravagantes, en un folleto publicado en 1884 llamado La confrérie musulmane de Sîdî Mohammed ben Alî-Senoûsi et son domaine géographique en l’année 1300 de l’Hégire [La Hermandad Musulmana de Sidi Mohammed ben 'Alî Es-Senoûsî y su dominio geográfico, en el año 1300 de la Hégira]. 
Duveyrier quedó profundamente afectado por los acontecimientos del Sahara y decepcionado por no haber podido emprender nuevos viajes, salvo breves misiones por Argelia, Tripolitania y Marruecos. Se quitó la vida a los 52 años en Sèvres, donde había deseado ser enterrado, pero en 1929 la Sociedad Geográfica hizo trasladar sus cenizas a la tumba de la familia Duveyrier en el cementerio de Père-Lachaise, en París.